# Хайнрих III фон Плауен (бургграф на Майсен)
Хайнрих III von Plauen (на немски: Heinrich III (IV) von Plauen; * 1453; † 28 август 1519 в дворец Ной Хартенщайн) от старата линия на род фогти на Плауен, е бургграф на Майсен (1482 – 1519), фогт на Долна Лужица, господар на Кьонигсварт-Печау, пфандхер цу Шпремберг.

## Биография
Той е син на Хайнрих II, бургграф на Майсен († пр. 3 юни 1484), и втората му съпруга Анна фон Бюнау († сл. 1480), дъщеря на Хайнрих фон Бюнау († ок. 1440) и Барбара фон Пустер.
Баща му Хайнрих II е изгонен през 1466 г. от Плауен и Фойгтсберг, които бил получил като феод от саксонския курфюрст Ернст. Хайнрих III се отказва през 1482 г. от претенциите си в полза на Ветините, запазва обаче правото за себе си и наследниците си да носи титлата „бургграф на Майсен“, което му дава един глас в имперското събрание. Това му е признато през 1490 г. от император Фридрих III.

## Фамилия
Първи брак: на 8 февруари 1478 г. с графиня Мехтилд фон Шварцбург-Лойтенберг (* ок. 1455; † 1492), дъщеря на Хайнрих XXV(X) фон Шварцбург-Лойтенберг-Лауенщайн (* 1412; † 1462/1464) и Бригита фон Ройс фон Гера († сл. 1490). Те имат две дъщери:
- Маргарета († сл. 1531), омъжена на 16 ноември 1501 г. за Ярослав II фон Лобковиц (* 1483; † 1529)
- Лудмила († 1541), монахиня 1518

Втори брак: на 25 ноември 1503 г. във Валдмюнстер с принцеса Барбара фон Анхалт-Кьотен (* 1485; † 10 август 1532), дъщеря на княз Валдемар VI фон Анхалт-Кьотен (* 1450; † 1508) и Маргарета фон Шварцбург-Бланкенбург (* 1464; † 1539). Те имат децата:
- Хайнрих IV фон Плауен (* 1510; † 1554), женен преди 29 август 1532 г. за Маргарета фон Салм (* 1517; † 1573)
- Хайнрих (+ 1518)
- Хайнрих (1508)
- Анна (* 1506; † 1548), абатиса на Гернроде
- Маргарета (* сл. 1506; † 1555), омъжена за Богислав Феликс фон Лобковиц (* 1517; † 1583)

Барбара фон Анхалт-Кьотен се омъжва втори път ок. 1521 г. за граф Йохан (Ян) Мастовский Коловрат († сл. 1580) и се разделя 1528 г.
Той има с Маргарета Пигклер незаконен син: Хайнрих (* 1500; † 1550, Виена)